# اواری‌آساهی، آیچی
اُواری‌آساهی (به ژاپنی: 尾張旭市) شهری در استان آیچی در کشور ژاپن، که دارای جمعیت ۷۷٬۲۲۵ نفر و مساحت ۲۱٫۰۲ کیلومتر مربع با تراکم جمعیت ۳٬۶۷۳٫۸۸ نفر در هر کیلومترمربع است.